# Bulbo de proa

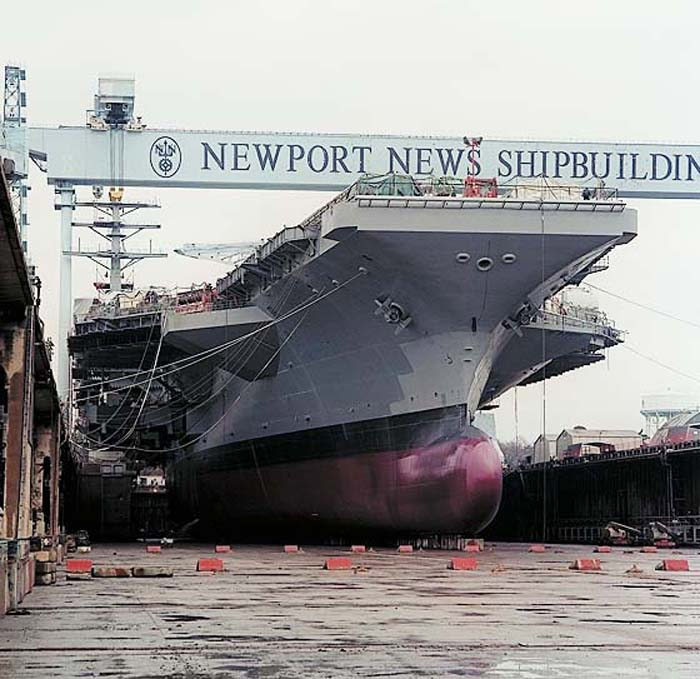
Bulbo de proa del portaviones USS Ronald Reagan (CVN-76), visible en el astillero

En náutica, el bulbo de proa o simplemente bulbo, designado técnicamente como proa tipo Taylor, es una protuberancia bulbosa en la proa del barco, la cual actúa sumergida en el agua.

## Descripción
Su función principalmente es la de crear un segundo tren de olas que interactúe con el creado por la proa tratando de hacer coincidir la cresta de uno con el seno del otro, y viceversa, y así, siguiendo la ley de superposición de efectos, reducir la resistencia al avance del buque por formación de olas.
Está demostrado que el bulbo en los grandes buques aumenta considerablemente el rendimiento (15 %) de la hélice, así como de la velocidad del buque.

## Historia
Se le atribuye su invención al ingeniero naval estadounidense, David W. Taylor, durante la Primera Guerra Mundial, y fue aplicado discretamente a navíos tales como el USS Delaware (BB-28) y a la Clase Lexington.  
Sin embargo, también la invención de la proa de bulbo se le acredita al ingeniero ruso Vladímir Yurkévich (creador del SS Normandie) en 1911.
La proa bulbosa no tuvo mucha aceptación hasta que el trasatlántico alemán SS Bremen ganó a finales de la década de 1920 la preciada «Banda Azul», premio a la travesía más rápida a través del océano Atlántico, usando este tipo de proa, con una velocidad de 27,9 nudos.